# Nekrolog 1999
Nekrolog
◄◄
| ◄
| 1995
| 1996
| 1997
| 1998
| 1999 | 2000 | 2001 | 2002 | 2003 | ► | ►►
1. Quartal |
2. Quartal |
3. Quartal |
4. Quartal 
Weitere Ereignisse | Allgemeiner Nekrolog 1999
Die Beschreibung der verstorbenen Person sollte so kurz wie möglich gehalten sein und nur deren signifikante Tätigkeit(en) enthalten.
Neue Namen ggf. auch unter dem Geburts- und Sterbedatum, also etwa unter 1. Januar und im Geburts- und Sterbejahr (2024) eintragen (nur bei entsprechender großer Wichtigkeit). Für Beispiele siehe die schon vorhandenen Artikel.
Außerdem über die fünf zuletzt Verstorbenen, zu denen es einen ausreichend guten Artikel für eine Präsentation auf der Hauptseite gibt, nach der todesbedingten Überarbeitung der Artikel ggf. auch unter Wikipedia Diskussion:Hauptseite informieren und sie am besten auch in den anderen Wikipedia-Sprachversionen eintragen. Tipp: Regelmäßig bei news.google.de nach „ist tot“, „gestorben“ oder „verstorben“ suchen.
Wenn eine Person gestorben ist, gibt es viele Seiten zu dieser Person in der Wikipedia, die davon auch betroffen sind und entsprechend aktualisiert werden müssen. Beispiele: Namenübersichtsseite, Geburtsjahr, Geburtsort-Seiten und viele mehr.
Wie finde ich die betroffenen Seiten?
Im Suchfeld auf der linken Seite gibt man den Suchbegriff so ein: „Vorname Nachname“. Dann klickt man auf Volltext und alle Seiten mit entsprechendem Suchtext werden aufgerufen. Hier sieht man dann schnell, wo auch das Todesjahr Sinn macht oder sogar ein Teil des Artikels angepasst werden muss. Auch hilft das „Werkzeug“ auf der linken Seite sehr gut, um solche Seiten aufzufinden: „Links auf diese Seite“. Somit ist die Wikipedia wieder aktuell in allen Bereichen! Hinweis: bei Eintragung der Kategorie „Gestorben JAHR“ wird der Missbrauchsfilter 49 ausgelöst, was jedoch nicht schlimm ist. Siehe: Spezial:Missbrauchsfilter/49
Dies ist eine Liste von im Jahr 1999 verstorbenen bekannten Persönlichkeiten. Die Einträge erfolgen innerhalb der einzelnen Daten alphabetisch sortiert. Tiere sind im Nekrolog für Tiere zu finden.
Die Liste ist nach Quartalen aufgeteilt:
- Nekrolog 1. Quartal 1999: Januar, Februar und März
- Nekrolog 2. Quartal 1999: April, Mai und Juni
- Nekrolog 3. Quartal 1999: Juli, August und September
- Nekrolog 4. Quartal 1999: Oktober, November und Dezember

## Datum unbekannt
| Ahmad Azari Qomi                     | iranischer Kleriker und Großajatollah                                                           |  |
| Marcello Bardola                     | Schweizer Mathematiker und Bridgemeister                                                        |  |
| Adam Ben-Tuvia                       | israelischer Meeresbiologe und Ichthyologe polnisch-jüdischer Abstammung                        |  |
| Hubert Bergant                       | jugoslawischer bzw. slowenischer Organist, Pianist und Pädagoge                                 |  |
| F. O. Bernstein                      | deutscher Fotograf                                                                              |  |
| Hans Egede Berthelsen                | grönländischer Buchdrucker, Journalist, Lehrer, Sänger und Landesrat                            |  |
| Josef Böck                           | deutscher Ringer                                                                                |  |
| Friedrich Franz Bolle                | deutscher Botaniker                                                                             |  |
| Giuliana Bordoni                     | italienische Pianistin und Musikpädagogin                                                       |  |
| Erna Boulboullé                      | deutsche Buchhändlerin und Malerin                                                              |  |
| Louis Boyer                          | französischer Astronom                                                                          |  |
| Michael Bredl                        | deutscher Volksmusiker                                                                          |  |
| Ruth Buchardt                        | dänisch-deutsche Tänzerin und Schauspielerin                                                    |  |
| Eva Burgeff                          | deutsche Metallbildhauerin                                                                      |  |
| Hans Burkhardt                       | deutscher Psychiater, Anthropologe, Neurologe und Schriftstelle                                 |  |
| Carl Camu                            | deutscher Grafiker                                                                              |  |
| Henry Cohen                          | US-amerikanischer Leiter des Lagers Föhrenwald                                                  |  |
| Américo Cruz y Fernández             | kubanischer Diplomat                                                                            |  |
| Georg Dannenberg                     | deutscher Autor und Journalist                                                                  |  |
| Sormuunirschijn Daschdoorow          | mongolischer Schriftsteller                                                                     |  |
| Gheorghe David                       | rumänischer Politiker (PCR), Staatssekretär und Landwirtschaftsminister                         |  |
| Josef Dering                         | deutscher Maler und Grafiker                                                                    |  |
| Bernardin Mungul Diaka               | kongolesischer Politiker, Premierminister von Zaire                                             |  |
| Günther Doberenz                     | deutscher Diplomat, Botschafter der DDR                                                         |  |
| Franz Ecker                          | österreichischer Maler                                                                          |  |
| Oleg Estis                           | russischer Künstler und Karikaturist                                                            |  |
| Ioanna Filippidou                    | griechische Bildhauerin                                                                         |  |
| Juan Jorge Giha                      | peruanischer Sportschütze                                                                       |  |
| Gerhard Gmoser                       | österreichischer Diplomat                                                                       |  |
| Guilherme Gonçalves                  | letzter Liurai von Atsabe, osttimoresischer Politiker, indonesischer Gouverneur von Timor Timur |  |
| Jean-Paul Gonseth                    | deutscher Psychiater und Psychotherapeut                                                        |  |
| Lou Graham                           | US-amerikanischer Country- und Rockabilly-Musiker                                               |  |
| Ingrid Griebel-Zietlow               | deutsche Malerin und Grafikerin                                                                 |  |
| Wolfgang Hammerschmidt               | deutscher Dramaturg                                                                             |  |
| Tibor Házi                           | ungarischer Tischtennisspieler                                                                  |  |
| Karl Hell                            | deutscher Architekt                                                                             |  |
| Ludwig Hoffmann                      | deutscher Pianist                                                                               |  |
| Ion Iosefide                         | rumänischer Politiker (PCR) und Botschafter                                                     |  |
| Elia Kahvedjian                      | armenischer Fotograf                                                                            |  |
| Robert Kuhn                          | deutscher Bildhauer, Maler und Graphiker                                                        |  |
| Karlheinz Lange                      | deutscher Journalist                                                                            |  |
| Eugen Läuppi                         | Schweizer Arzt und Rechtsmediziner                                                              |  |
| Kurt P. Lohwasser                    | deutscher Maler und Grafiker                                                                    |  |
| Günther Lorenz                       | deutscher Eiskunstläufer                                                                        |  |
| Ursula Ludwig                        | deutsche Schauspielerin                                                                         |  |
| Luz Machado                          | venezolanische Autorin                                                                          |  |
| Fritz Machate                        | deutscher Fußballspieler                                                                        |  |
| Helga Martin                         | deutsche Filmschauspielerin                                                                     |  |
| Horst Matzke                         | deutscher Physiker und Mathematiker                                                             |  |
| Nicolae Mihai                        | rumänischer Politiker (PCR), Staatssekretär und Botschafter                                     |  |
| Svein Møller                         | norwegischer Komponist, Dirigent und Kirchenmusiker                                             |  |
| Walentin Morkowkin                   | sowjetischer Ruderer                                                                            |  |
| Fritz Müller                         | deutscher Ringer                                                                                |  |
| Vasile Mușat                         | rumänischer Politiker (PCR)                                                                     |  |
| G. Hubert Neidhart                   | deutscher Maler und kritisch-realistischer Zeichner beziehungsweise Graphiker                   |  |
| Paddy Nelson                         | australischer Künstler                                                                          |  |
| Sylvestre Nsanzimana                 | ruandischer Premierminister                                                                     |  |
| Tadhg O’Sullivan                     | irischer Diplomat                                                                               |  |
| Heinz Ohlsen                         | deutscher Schauspieler und Hörspielsprecher                                                     |  |
| Maximilian Osterritter               | deutscher Kabarettist, Autor, Musiker, Maler und Schauspieler                                   |  |
| Oreste Pellini                       | italienischer Dokumentarfilmer                                                                  |  |
| Helmut Pfannenschmidt                | deutscher Pädagoge und Heimatforscher                                                           |  |
| Aristomenis Provelengios             | griechischer Architekt                                                                          |  |
| Helmut Quitzrau                      | deutscher SA-Führer                                                                             |  |
| Gilbert Oscar Raasch                 | US-amerikanischer Geologe und Paläontologe                                                      |  |
| Karl Rainer                          | deutscher Maler, Kunsterzieher und Industriegrafiker                                            |  |
| Frank Ravele                         | südafrikanischer Politiker, Präsident des Homelands Venda                                       |  |
| Glenn Reeves                         | US-amerikanischer Rockabilly-Sänger                                                             |  |
| Kurt Rose                            | deutscher Schriftsteller                                                                        |  |
| Rodrigo Ruiz Zárate                  | mexikanischer Fußballspieler                                                                    |  |
| Marie-Louise Sarre                   | deutsche Bildhauerin, Sekretärin und Widerstandskämpferin im Solf-Kreis                         |  |
| Alfred Schinz                        | deutscher Architekt und Stadtplaner                                                             |  |
| Wolfgang Schmidt                     | deutscher Arzt und ärztlicher Standespolitiker                                                  |  |
| Karl Schroth                         | deutscher Widerstandskämpfer                                                                    |  |
| Ray Scott                            | US-amerikanischer Rockabilly-Musiker                                                            |  |
| Martha Sharp                         | US-amerikanische Sozialarbeiterin, Gerechte unter den Völkern                                   |  |
| Ebba Simon                           | deutsche Stifterin                                                                              |  |
| Anthony Skelt                        | neuseeländischer Badmintonspieler                                                               |  |
| John D. Stamford                     | englischer Priester und Verleger                                                                |  |
| Jörg Steinwascher                    | deutscher Motorbootrennfahrer                                                                   |  |
| Vytautas Šumakaris                   | litauischer Politiker, Mitglied des Seimas                                                      |  |
| José Ángel Abelardo Treviño Martínez | mexikanischer Botschafter                                                                       |  |
| Rudolf Troppert                      | österreichischer Gewichtheber                                                                   |  |
| Gerd Uffelmann                       | deutscher Jurist                                                                                |  |
| LeGrand Van Uitert                   | US-amerikanischer Chemiker                                                                      |  |
| Tchan Tchou Vidal                    | französischer Gitarrist                                                                         |  |
| Günther Voellner                     | deutscher Lehrer, Maler, Zeichner und Graphiker                                                 |  |
| Jimmy Wages                          | US-amerikanischer Rockabilly-Musiker                                                            |  |
| Job von Witzleben                    | NVA-Oberst, Film-Berater                                                                        |  |
| Boris Timofejewitsch Wladimirow      | sowjetischer Schachspieler                                                                      |  |
| Martin Wolfer                        | österreichischer Arzt                                                                           |  |
| Can Yücel                            | türkischer Lyriker und Essayist                                                                 |  |